# Sabir Zeynalov
Sabir Zeynalov (en azeri : Sabir Elniz oğlu Zeynalov ; né le 22 juillet 2005) est un athlète azerbaïdjanais de Para-taekwondo, concourant dans la catégorie handicap K44 et la catégorie de poids jusqu'à 58 kg. 

## Réalisations
En décembre 2021, à l'âge de 16 ans, Sabir Zeynalov remporte le bronze aux Championnats du monde d'Istanbul.
En septembre 2022, S.Zeynalov gagne une médaille d'argent au Grand Prix de Paris.
Il obtient le titre du maître du sport de la République d'Azerbaïdjan.
Sabir Zeynalov est médaillé de bronze du Championnats du monde 2021 et des Championnats d'Europe de 2022 et 2023.
Le 29 août 2024, il participe aux Jeux Paralympiques d'été de Paris. Dans la lutte pour le bronze, l'athlète azerbaïdjanais de para-taekwondo bat le représentant de la Thaïlande Tanwa Kaenkham et devient le premier athlète azerbaïdjanais de l'histoire à remporter une médaille dans la compétition de para-taekwondo aux Jeux paralympiques.
Par arrêté du président de la République d'Azerbaïdjan Ilham Aliyev du 10 septembre 2024, Sabir Zeynalov reçoit l'Ordre Pour service à la patrie, degré III, pour ses hautes réalisations aux XVIIes Jeux Paralympiques d'été à Paris, en France et ses services dans le développement du sport azerbaïdjanais. Par décret présidentiel du même jour, il reçoit également une récompense en espèces de 50 000 manats pour la troisième place aux Jeux Paralympiques.